# Наумова, Татьяна Юрьевна
Татьяна Юрьевна Наумова (укр. Тетяна Юріївна Наумова, 26 июня 1969) — украинская футболистка.

## Достижения
Командные
Чемпионат ВДФСОП
- Чемпион: 1989

Чемпионат СССР
- Чемпион (2): 1990, 1991

Чемпионат Украины
- Бронзовый призёр (2): 1993, 1994

Личные
- включалась в список 33 лучших футболистки чемпионата России: 1996